# Vinification
Ne doit pas être confondu avec la viniculture, ni avec la Viticulture.
 (janvier 2013).
Si vous disposez d'ouvrages ou d'articles de référence ou si vous connaissez des sites web de qualité traitant du thème abordé ici, merci de compléter l'article en donnant les références utiles à sa vérifiabilité et en les liant à la section « Notes et références ».

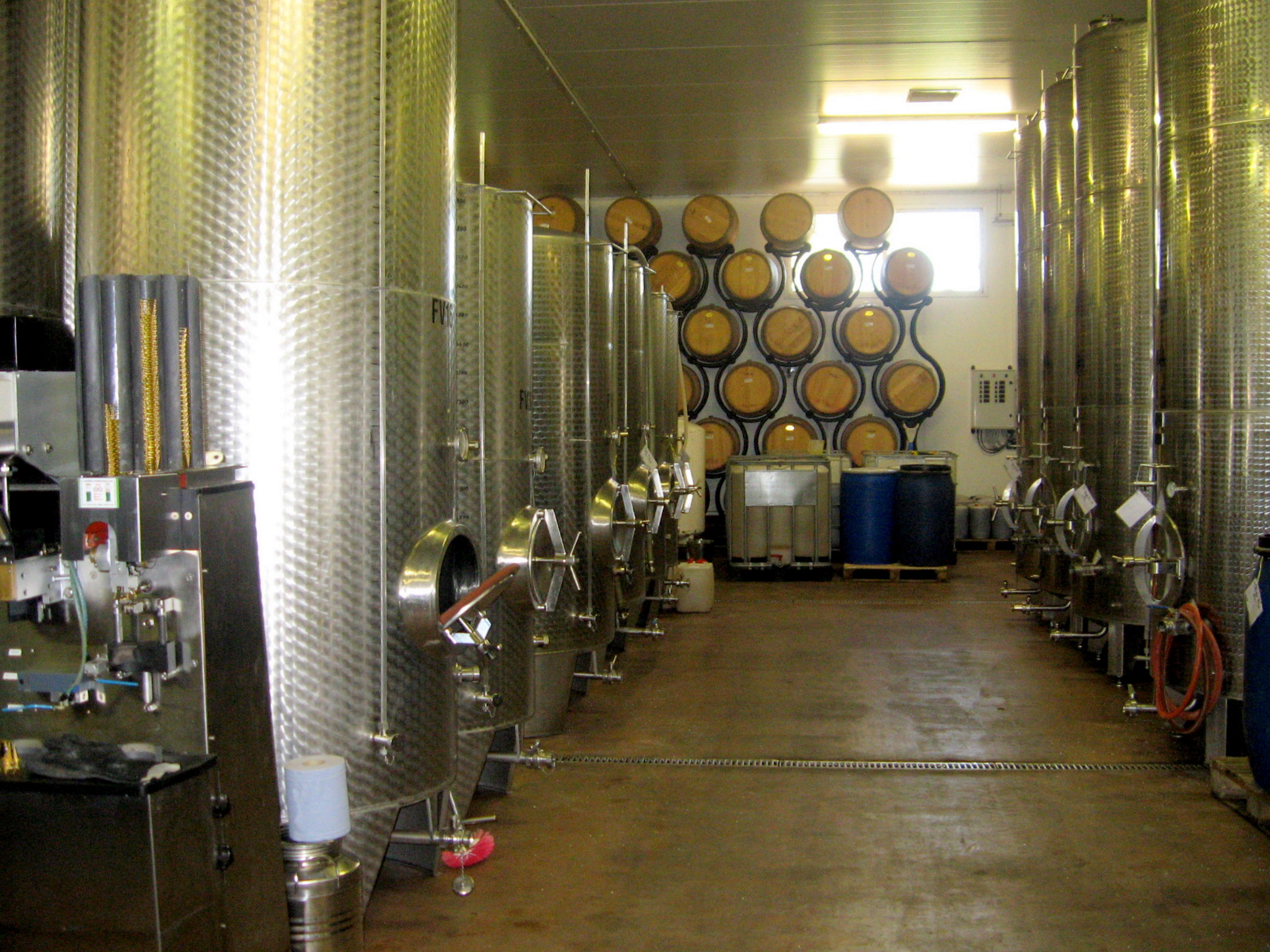
Cuves de fermentation en métal et fûts de chêne

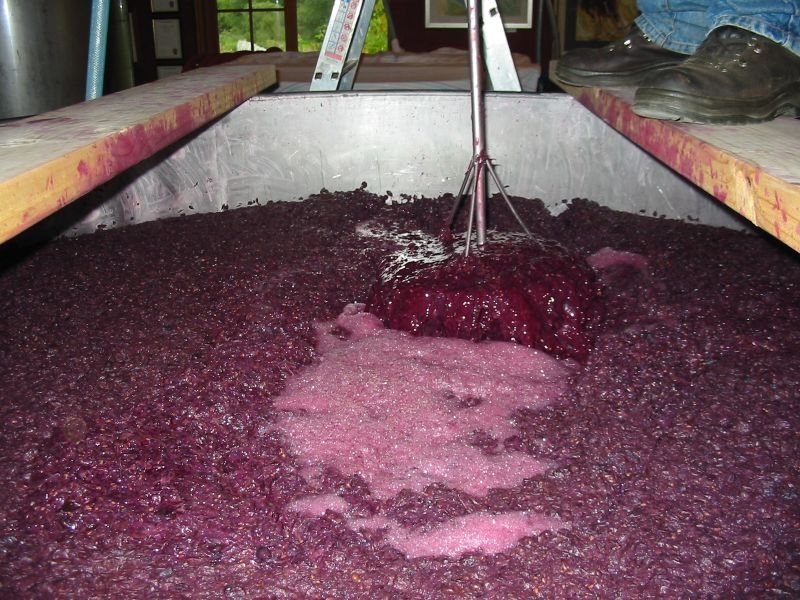
Remuage du chapeau dans la cuve permettant la macération

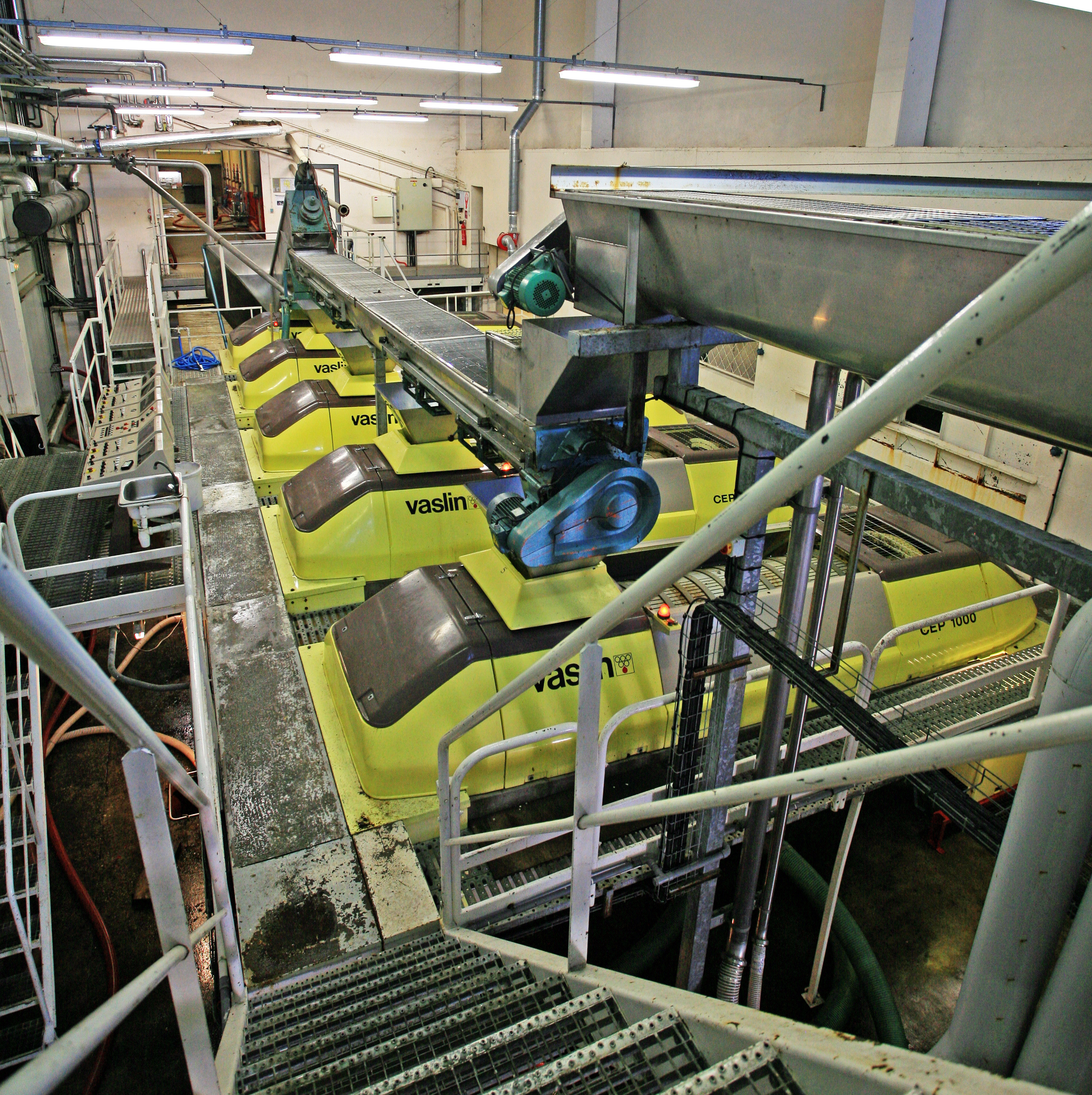
Pressoirs modernes

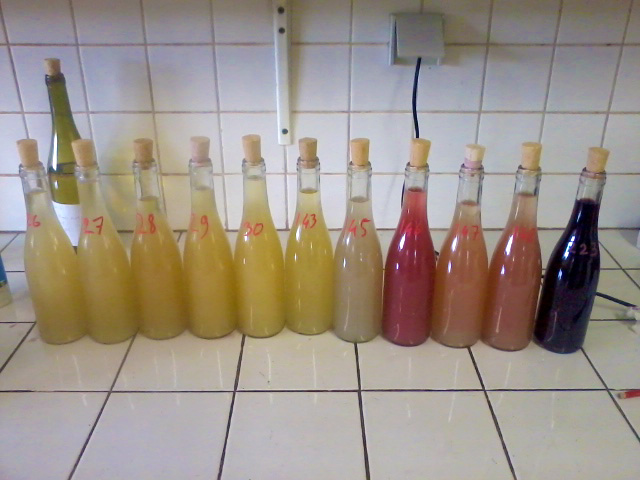
Échantillons de vins bruts après vinification (6 blancs, 1 vin de base crémant, 3 rosés, 1 rouge)

La vinification consiste à transformer le moût de raisin en un type précis de vin doté de caractéristiques organoleptiques spécifiques. C'est l'étape succédant au pressurage pour les blancs ou au foulage pour les rouges, des raisins réceptionnés après la vendange et ayant donné le moût. Elle est généralement complétée par l'élevage du vin.
S'effectuant dans un chai, sa phase principale est la cuvaison, lors de laquelle le moût subit une fermentation alcoolique produisant le vin.

## Phases successives de la vinification
L'ordre et le nombre d'opérations diffèrent selon le type de vinification.

### Opérations préfermentaires
Les opérations préfermentaires consistent à maîtriser l'état de la vendange (qualité sanitaire, présence ou non de rafles, intégrité des baies), d'autre part en la correction des propriétés œnologiques des moûts, ou de leur clarification.

#### État physique de la vendange
L'éraflage éventuel consiste à séparer les baies de la rafle qui peut transmettre des arômes herbacés non recherchés. L'opération est faite par un érafloir, les baies collectées tombant dans un fouloir.
Un foulage préfermentaire éventuel permet de libérer les jus plus facilement.
Le pressurage des baies dans un pressoir à vin pour la vinification en vin blanc. Le moût en résultant est collecté dans une maie d'où il est envoyé dans une cuve de décantation.

#### Corrections œnologiques
Les corrections éventuelles d'après-vendange, pouvant avoir lieu au cours de la fermentation si elles sont autorisées par la législation en vigueur :
- Chaptalisation
- Concentration par osmose inverse
- Acidification
- Désacidification
- Désalcoolisation
- Sulfitage éventuel du moût permettant de préserver les vins de l'oxydation et des enzymes présentes dans les vendanges altérées vin blanc (en France et dans d'autres pays, il est obligatoire de mentionner sur l'étiquette des bouteilles de vin l'emploi de sulfites).

#### Gestion de la clarification et des propriétés aromatiques
La stabulation éventuelle (pour les vinifications en blanc et rosé) accroît l'expression des arômes.
Un débourbage, consiste à clarifier le moût en enlevant les particules en suspension et les impuretés diverses, notamment pour les blancs et rosés. Le moût clarifié est envoyé en cuvaison. L'enzymage éventuel peut se faire à cette étape pour faciliter l'opération.
L'assemblage éventuel de différents moûts (dans le cas de vinifications de différents cépages, parcelles, etc.).
La macération pelliculaire (pour les vinifications en blanc et en rosé de pressurage direct) consiste en un contact de quelques heures des pellicules et du moût pour faire diffuser les arômes primaires et les anthocyanes (pour les rosés).

### Opérations fermentaires

#### Opérations préliminaires à la cuvaison
Ces opérations sont principalement réalisées pour les vins rouges.
La macération carbonique (essentiellement pour le vin primeur) à partir de raisins entiers (non éraflés et non foulés) permettant d'avoir un début de fermentation alcoolique dans la baie de raisin.
Une macération pré-fermentaire à froid (5-15 °C) avec des raisins entiers permet d'obtenir un début de fermentation alcoolique dans les baies de raisin.
Le foulage consiste à faire éclater les baies de raisin pour en extraire le moût sans écraser les pépins. Le foulage peut intervenir avant la vinification proprement dite ou bien après une macération carbonique ou une macération pré-fermentaire à froid, ou bien encore avant une macération pelliculaire. Cette opération permet en outre un levurage naturel à partir des levures indigènes présentes sur les pellicules des baies du raisin (ce qui renforce la typicité du vin).

#### Cuvaison
La fermentation alcoolique dure de 5 à 20 jours dans les cas classiques, jusqu'à plusieurs mois dans des cas particuliers. La fermentation durant la cuvaison produit un important dégagement de gaz carbonique, et une élévation de la température qui peut être néfaste aux levures. La thermorégulation permet de respecter des températures optimales (entre 26 et 32 °C). Elle peut se faire en cuve ou en fûts.
La macération traditionnelle pour le vin rouge de garde et partielle pour le vin rosé de saignée se fait durant la fermentation alcoolique, voire au-delà (macération post-fermentaire). Pour le vin rouge, le contact de la partie liquide du moût avec le marc lors de la cuvaison permet une extraction, des arômes, de la couleur et des tanins.
L'extraction peut être favorisée par :
- Le pigeage (entre 8 et 20 jours selon les vins) consistant à enfoncer le chapeau de marc dans la partie liquide du moût en fermentation tout en l’émiettant pour favoriser la diffusion des composés phénoliques et des arômes.
- Le remontage consistant à récupérer le moût en cours de fermentation accumulé dans le bas de la cuve pour le reverser sur le chapeau de marc qui flotte à la surface de la cuve.
- Le délestage consistant à récupérer l'ensemble du moût en cours de fermentation accumulé dans le bas de la cuve et à le transvaser dans une seconde cuve. Il est ensuite renvoyé sur le chapeau de marc qui s'est compacté et est drainé au fond de la cuve pour améliorer la macération.
- Une macération à chaud éventuelle du marc de cuve en le dissociant transitoirement (1 à 2 jours) du reste de la cuvée.

La macération finale à chaud (en chauffant la cuve à 30-45 °C) à l'issue de la fermentation alcoolique permet d'extraire plus de tanins fondus.
Pour des vins spécifiques, le mutage éventuel arrête la fermentation pour obtenir un vin doux naturel.
Une aromatisation éventuelle lorsque le but est de faire un produit aromatisé, réalisé à la fin de fermentation alcoolique.
Le cliquage (ou macro-oxygénation) éventuel permettant d'apporter de manière brève et ponctuelle une quantité connue d'oxygène et donc de prévenir des difficultés de fermentation en fournissant aux levures leurs besoins en oxygène, et d'éviter la réduction du vin.

## Opérations succédant à la vinification
À l'issue de la cuvaison, l'écoulement par gravité du vin de goutte. Le décuvage puis le pressurage du marc, donnent le vin de presse.
Un assemblage peut être réalisé à tout moment, entre le vin de goutte et de presse, entre deux cuvées, entre des vins de cépage pour faire un vin d'assemblage.
La fermentation malolactique, se déroulant en général après la fermentation alcoolique, permet comme résultat secondaire de réduire l'acidité de certains vins, par transformation de l'acide malique en acide lactique (par des bactéries lactiques à une température de l'ordre de 20 °C).
Un sulfitage du vin permet de le protéger de l'oxydation et des déviations microbiologiques potentielles ultérieures, il intervient après la fermentation malolactique pour ne pas l'entraver.
Il s'ensuit l'élevage du vin avec micro-oxygénation et/ou macro-oxygénation éventuelles, puis après l'élevage des opérations éventuelles de clarification et stabilisation, de stabilisation tartrique, de filtration, et de collage précèdent la mise en bouteille.

## Catégories de vinifications

### Vinifications générales
Le type de vinification diffère suivant le produit fini souhaité, classiquement on retrouve ces processus :
- vinification en vin rouge
- vinification en vin blanc
- vinification en vin effervescent
  - production d'un blanc de blancs
  - production d'un blanc de noirs
- vinification en vin rosé
  - vinification en rosé de saignée
  - vinification en rosé de pressurage direct

### Vinifications spécifiques
- vinification en rosé de saignée
  - vinification en œil-de-perdrix
  - vinification en gris
  - vinification en clairet
- vinification en rosé de pressurage direct
  - vinification en clairet
  - vinification en gris de gris
- vinification en vin de chaudière
- vinification en vin clair
- vinification en vin primeur
- vinification en vin de garde
- vinification en vin doux naturelAmphores de vinification, en terre cuite d'Italie et en porcelaine de Limoges[1], château Haut-Bages Libéral à Pauillac.
- vinification en vin aromatisé
- vinification en vin naturel
- vinification en vin moelleux
- vinification en vin liquoreux
- vinification en vin demi-sec
- vinification en vin sec

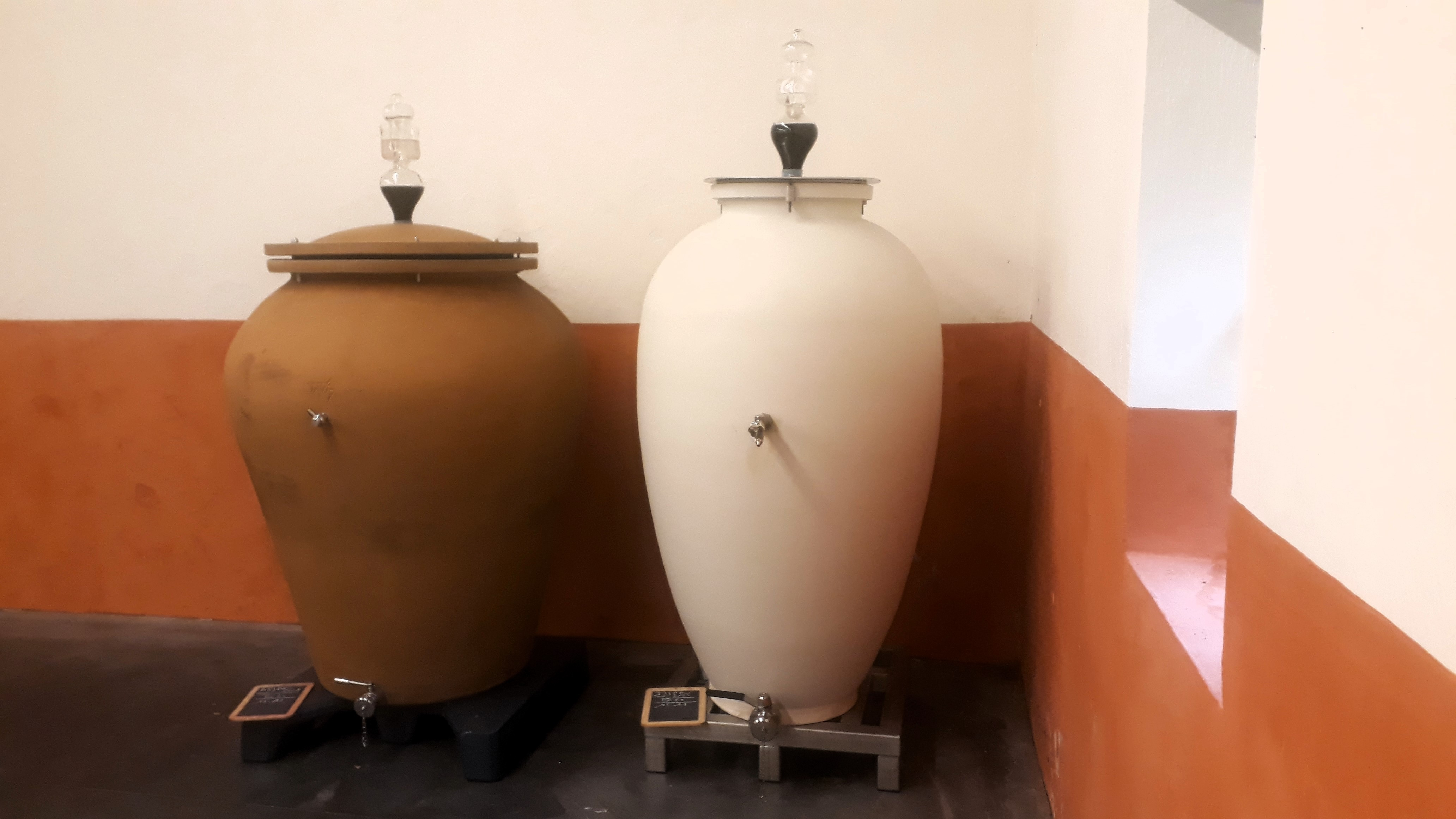
Amphores de vinification, en terre cuite d'Italie et en porcelaine de Limoges, château Haut-Bages Libéral à Pauillac.

- vinification en vin orange (ou vin blanc de macération)
- vinification en amphore
- vinification en kvevri
- vinification en blanc par macération pelliculaire